# Rithora
Rithora é uma cidade e uma nagar panchayat no distrito de Bareilly, no estado indiano de Uttar Pradesh.

## Demografia
Segundo o censo de 2001, Rithora tinha uma população de 14,044 habitantes. Os indivíduos do sexo masculino constituem 53% da população e os do sexo feminino 47%. Rithora tem uma taxa de literacia de 33%, inferior à média nacional de 59.5%: a literacia no sexo masculino é de 41% e no sexo feminino é de 24%. Em Rithora, 22% da população está abaixo dos 6 anos de idade.